# Battaglia di Montjuïc (1705)
La battaglia di Montjuïc fu combattuta nel corso della guerra di successione spagnola dal 13 al 17 settembre 1705.
Una forza della Grande Alleanza al comando di Charles Mordaunt, III conte di Peterborough, sbarcò sulla costa della Catalogna in agosto, con l'intento di catturare Barcellona. Ad ogni modo, le forze dovevano prendere possesso del castello di Montjuïc, comandato da Francisco Antonio Fernández de Velasco y Tovar.
Nella notte del 13 settembre, una forza al comando del principe Giorgio d'Assia-Darmstadt si avvicinò al castello in tre colonne separate. Una al comando di James Stanhope, fece da diversivo per attirare l'attenzione e il fuoco dei difensori altrove, mentre le altre due attaccarono il castello da dietro. Inizialmente respinti, gli attaccanti compirono una nuova azione e riuscirono a prendere le difese esterne del castello.
I combattimenti proseguirono per diversi giorni sino al giorno 17 quando il castello alla fine cadde nelle mani della Grande Alleanza. Il conte di Peterborough predispose delle batterie d'artiglieria nel castello, che aveva una posizione dominante sulla città di Barcellona dalla quale bombardò durante il successivo assedio di Barcellona.